# Trick Shot (cómic)
Trick Shot (Buck Chisholm) (Español: El Disparo con Efecto) es un personaje ficticio, un supervillano en el universo de Marvel Comics. Apareció por primera vez en solitario en Solo Avengers # 1 (diciembre de 1987) y fue creado por Tom DeFalco y Mark Bright. La introducción de Buck fue un retcon de los orígenes del Ojo de Halcón para explicar cómo este personaje se convirtió en un arquero talentoso, Buck pelea al Hombre Araña y se une a los Seis Siniestros.

## Historial de publicaciones
Trick Shot ha aparecido como enemigo y aliado de Hawkeye en Solo Avengers #1-5 (1987), Avengers Spotlight #23-25 (1989), Hawkeye Vol. 2 # 1-4 (1994), Hawkeye vol. 3 #2-3 y #5 (2004) y Hawkeye: Blindspot #1 (2011). El personaje también apareció en un papel menor en Capitán América # 411-414 (1993).

## Biografía
Buck Chisholm fue miembro del Carnaval de las Maravillas Carson itinerantes. Usando el nombre como Trick Shot, Chisholm tenía un acto de tiro con el arco, que era una de las atracciones estrellas de la feria. Chisholm fue también un pequeño estafador con un problema con la bebida. Un miembro de rival del carnaval , Jacques Duquesne, ganó una gran cantidad de dinero en una partida de póquer. Duquesne accedió a olvidarse de la deuda, si Chisholm accedió a enseñar a su joven alumno cómo usar el arco y la flecha (en un intento de añadir una nueva chispa a fallar en un acto Espadachín de Duquesne). Chisholm tomó al joven, Clint Barton, bajo su ala y le enseñó el arte del tiro con arco. Más tarde, el joven Clint descubrió que estaba robando a Duquesne, un pagador del carnaval. Él trató de convertir su mentor a la ley, pero Duquesne logró atraparlo antes de que pudiera. Que Duquesne estaba a punto de silenciar a Clint, Chisholm (con el hermano de Clint, Barney) rescató al niño y aceptó convertirse en su nuevo mentor.
Posteriormente, Chisholm convencido de Clint para ayudarlo a robar a la mansión de un criminal rico. Durante el robo, Clint le dispara a uno de los guardias con una flecha. Pronto descubre que el guardia está herido, de hecho, fue su hermano, Barney. Clint se niega a dejar el lado de su hermano, para un gran enfado de Chisholm. Al ver este acto como una traición contra él, Chisholm dispara a Clint en el hombro con una flecha. Afirma que si ve Clint nuevo, que lo va a matar. Chisholm pasó a convertirse en un mercenario contratado y supervillano conocido como Trick Shot.

### Enfermedad
Años más tarde, debido a su consumo excesivo de alcohol y una vida poco saludable, Trick Shot desarrolló un cáncer. En lugar de morir en una cama de hospital, decidió emitir su antiguo alumno con un desafío de la muerte, un duelo de honor que él tenía toda la intención de perder. Clint, ahora el superhéroe y Vengador, Hawkeye, sentía que no tenía otra alternativa que responder al reto debido a los asuntos pendientes entre la pareja. En una isla deshabitada en las islas griegas, Trick Shot y Hawkeye se enfrentaron entre sí, cada uno confiando en sus habilidades de tiro con arco. Hawkeye comenzó a preguntarse por qué Trick Shot estaba frenando con sus disparos. Él encontró su respuesta al derrotar a su antiguo mentor. Trick Shot reveló las razones de su desafío y su deseo de morir con honor. En lugar de matarlo, Hawkeye se comprometió a ayudar a la atención médica de fondos de Trick Shot.

### Remisión
Los médicos le dijeron que su cáncer había entrado en remisión. Más tarde, se supo que el supervillano, Crossfire había ofrecido una recompensa por el brazo derecho de Hawkeye y una serie de supervillanos (incluyendo Bobcat, los hermanos Grimm, Bullet Biker, Death-Throws, Mad Dog y Razor Fist) que miraban para reclamar el premio. Trick Shot ayudó a su antigua alumna, Mockingbird, para derrotar a la caza de recompensas de supervillanos.
Trick Shot, junto con otro supervillano llamado Javelynn, fue contratado por Viper y el Imperio Secreto para proteger una instalación de investigación de alto secreto en las Montañas Rocosas de Canadá. Hawkeye, que se había aislado a sí mismo en la zona después de la aparente muerte de su esposa, Mockingbird, tropezó con el centro de investigación por accidente. El Vengador luchó contra Trick Shot y Javelynn y apenas escapó con vida. Más tarde, siendo testigo de la crueldad del Imperio Secreto, Trick Shot abandonó su contrato y con la ayuda de mercenarios contra un Hawkeye de 'Bio-Com' (una unidad de combate Biológica, una monstruosa criatura caniniforma creado el centro de investigación del Imperio Secreto). Después de la batalla, Trick Shot ofrece sus condolencias a Hawkeye en relación con su esposa y le da la información que necesita para acabar con la víbora y el Imperio Secreto para siempre. Trick Shot luego sale a Hawkeye para hacer frente a la organización el mal y se retira de ser un supervillano.

### Muerte
Años después, el cáncer de Trick Shot, regresó. Barón Zemo se ofreció para ayudar a financiar el tratamiento, pero solo si se entrena Trick Shot resucitado Barney Barton para ser un maestro arquero. Trick Shot de acuerdo, pero pronto fue traicionado cuando se completó el entrenamiento. Posteriormente, fue golpeado y se deja que su cáncer que persista durante un período sostenido. Más tarde, un tiro de Trick Shot fue entregado a la Torre de los Vengadores, para obtener la atención de Hawkeye. Los Vengadores trataron en vano de salvarlo, pero ya era demasiado tarde. Antes de morir, Trick Shot advirtió a Hawkeye del nuevo villano y el inminente peligro. Más tarde, mientras luchan contra Hawkeye, Barney Barton declaró a sí mismo como el nuevo Trick Shot, alterando su nombre.

## Trickshot (Barney Barton)
En un plan para vengarse de Hawkeye, el Barón Helmut Zemo revivió a Barney Barton de la cámara de curación en la que Egghead lo había ubicado. Luego ofreció tratamiento a Buck Chisholm por su cáncer devuelto y, a cambio, entrenaría a Barney para que fuera el mejor de su propio hermano. Barney tomó el manto de Trick Shot, mientras que Zemo retuvo su tratamiento prometido a Buck, usando sus momentos finales como parte de su trampa para Hawkeye.
A continuación, apareció más tarde en el segundo intento de Norman Osborn en su propio grupo de Vengadores Oscuros como su "Hawkeye".

## Poderes y habilidades
Aunque Buck no tiene poderes pero solamente Artes Marciales y muy bien afinado habilidades del tiro con el arco. El peso a su truco de tiro y la condición médica que reducen su capacidad de funcionar en condiciones de máxima eficiencia durante períodos prolongados de tiempo, lo que resulta en una resistencia normal por debajo. Buck utiliza el arco de un cazador, y una amplia variedad de flechas como truco, tales como bombas de humo, flechas, boleadoras flechas de 360 grados, y muchos otros.

## En otros medios

### Televisión
- Trick Shot aparece en la primera temporada de Avengers Assemble, episodio "Crimen y Circo", expresado por Travis Willingham.[11] Durante el episodio se revela que Hawkeye era el Trick Shot anterior del Circo del Crimen, que muestra el papel de villano en legado.